# Alfred Lane
Alfred Page „Al” Lane (ur. 26 września 1891 w Nowym Jorku, zm. 2 października 1965 w Larchmont) – amerykański strzelec sportowy, multimedalista olimpijski.
Lane rozpoczął swoją karierę strzelecką w Manhattan Rifle and Revolver Association w Nowym Jorku. Znany był jako „The Boy Wonder” – „Cudowny Chłopiec”, wygrał kilka tytułów mistrzowskich w strzelaniu z rewolweru na mistrzostwach kraju w 1911 roku, mając zaledwie 19 lat. Podczas startów na V Letnich Igrzyskach Olimpijskich w Sztokholmie w 1912 roku oraz VII Letnich Igrzysk Olimpijskich w Antwerpii w 1920 roku zdobył pięć złotych medali (trzy indywidualnie i dwa drużynowo) oraz jeden brązowy medal. Po zakończeniu kariery pracował w departamencie wojskowym oraz jako kierownik ekipy fotografów w pewnym magazynie.